# Guido Vildoso
Guido Vildoso Calderón, född 5 april 1937, är en boliviansk tidigare militär och politiker. Han var Bolivias president mellan den 21 juli och 10 oktober 1982.